# Metropolia westminsterska
Metropolia westmisterska – metropolia Kościoła rzymskokatolickiego w Wielkiej Brytanii. Obejmuje jedną archidiecezję i cztery diecezje we wschodniej Anglii. Siedzibą metropolity jest Londyn, a najważniejszą świątynią Katedra Westminsterska. Metropolia została ustanowiona 29 września 1850, kiedy weszła w życie reforma podziału administracyjnego brytyjskiego Kościoła katolickiego. Od 21 maja 2009 urząd metropolity pełni kard. Vincent Nichols.

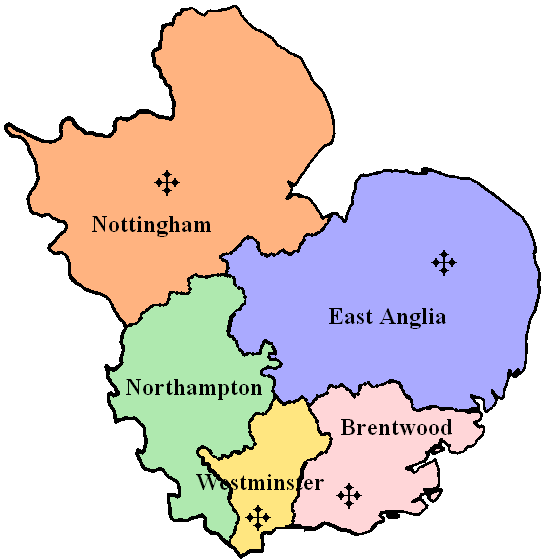
Mapa metropolii